# 劍獅

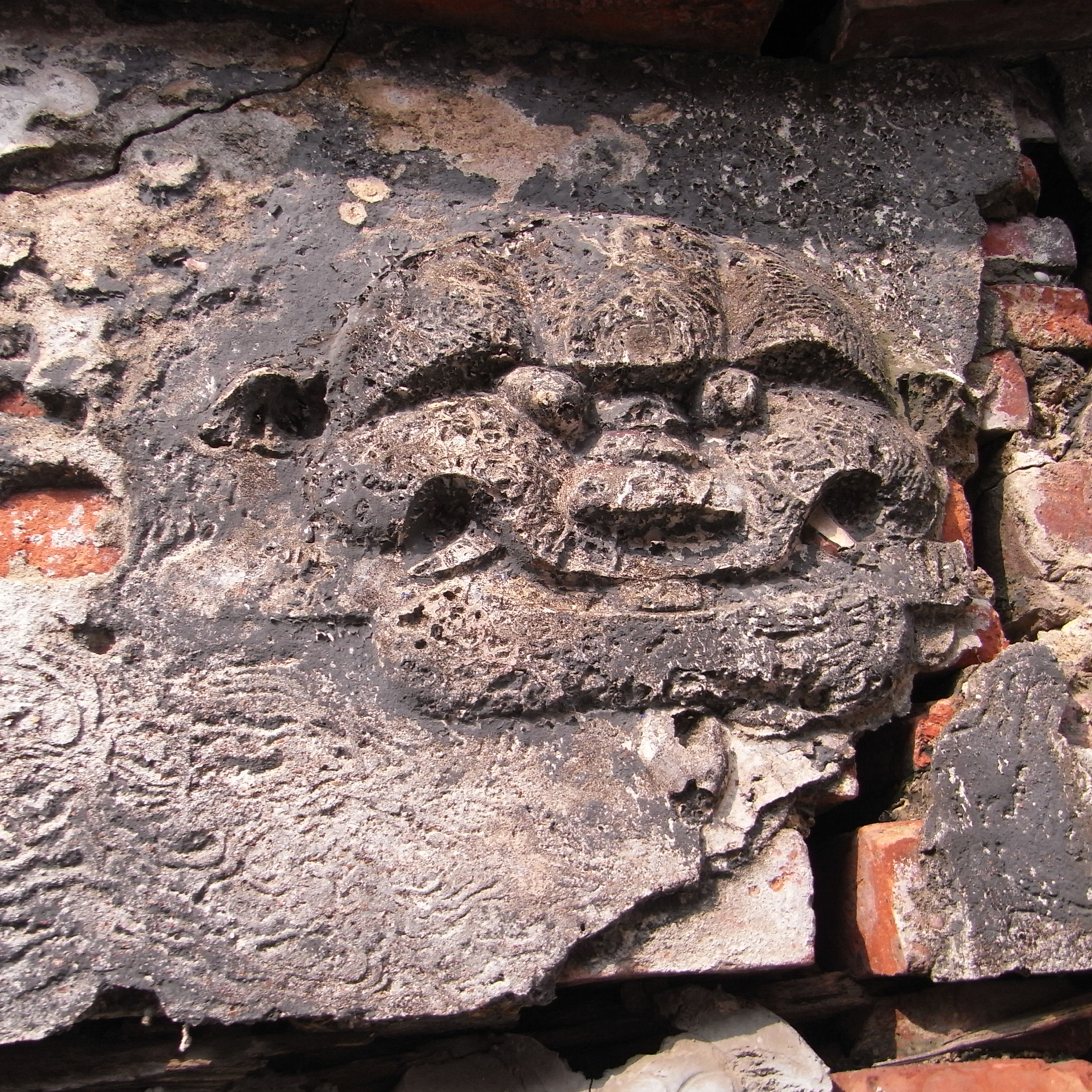
位在安平萬氏宗祠旁的阿福劍獅

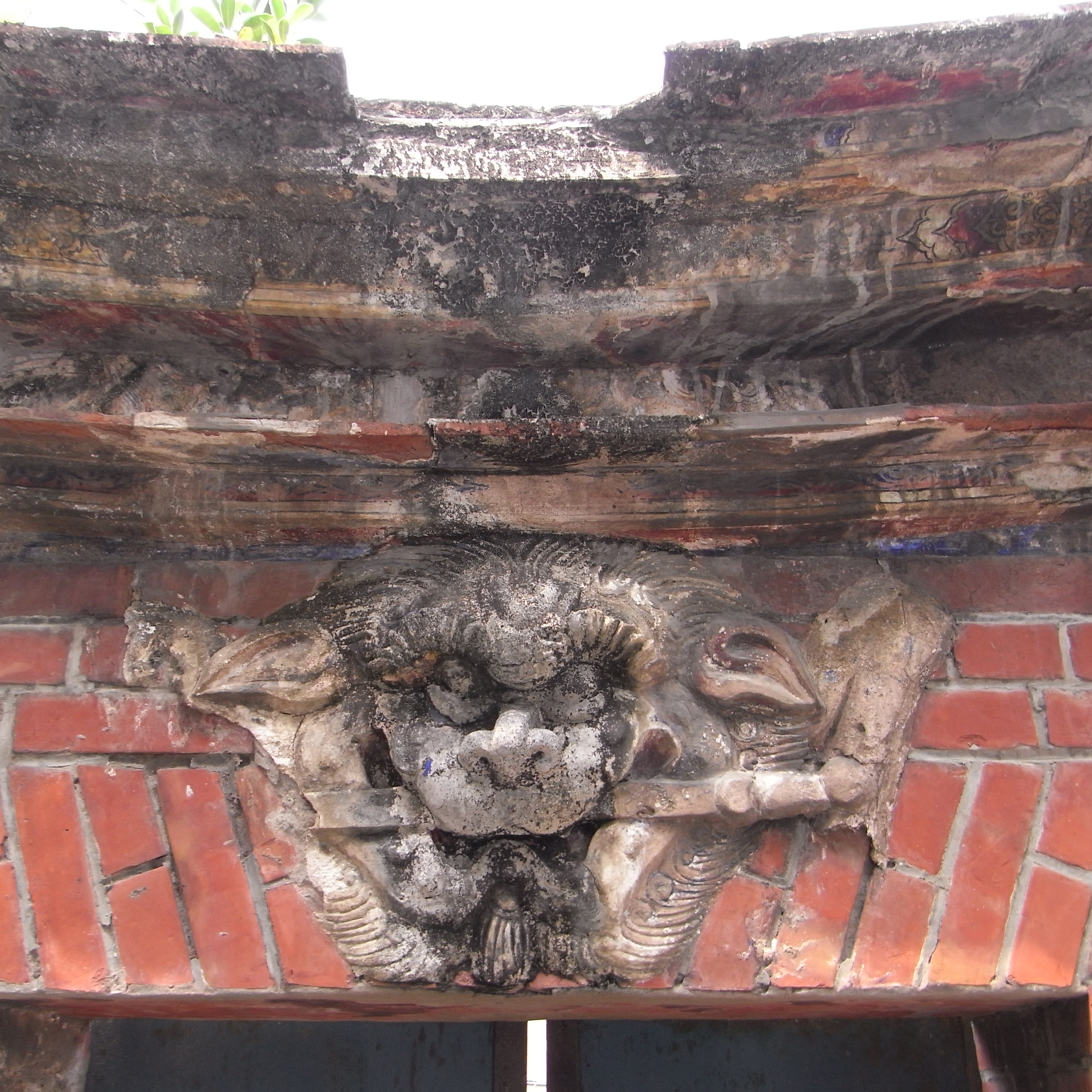
位在安平的幽冥劍獅

劍獅是臺灣一種避邪物，該避邪物尤其多見於臺南安平地區一帶，為當地傳統民宅門簷及照壁上之常見裝飾。目前，隨著安平地區民居大多逐漸翻新，該種塑像之數量及樣貌已發生改變。

## 由來

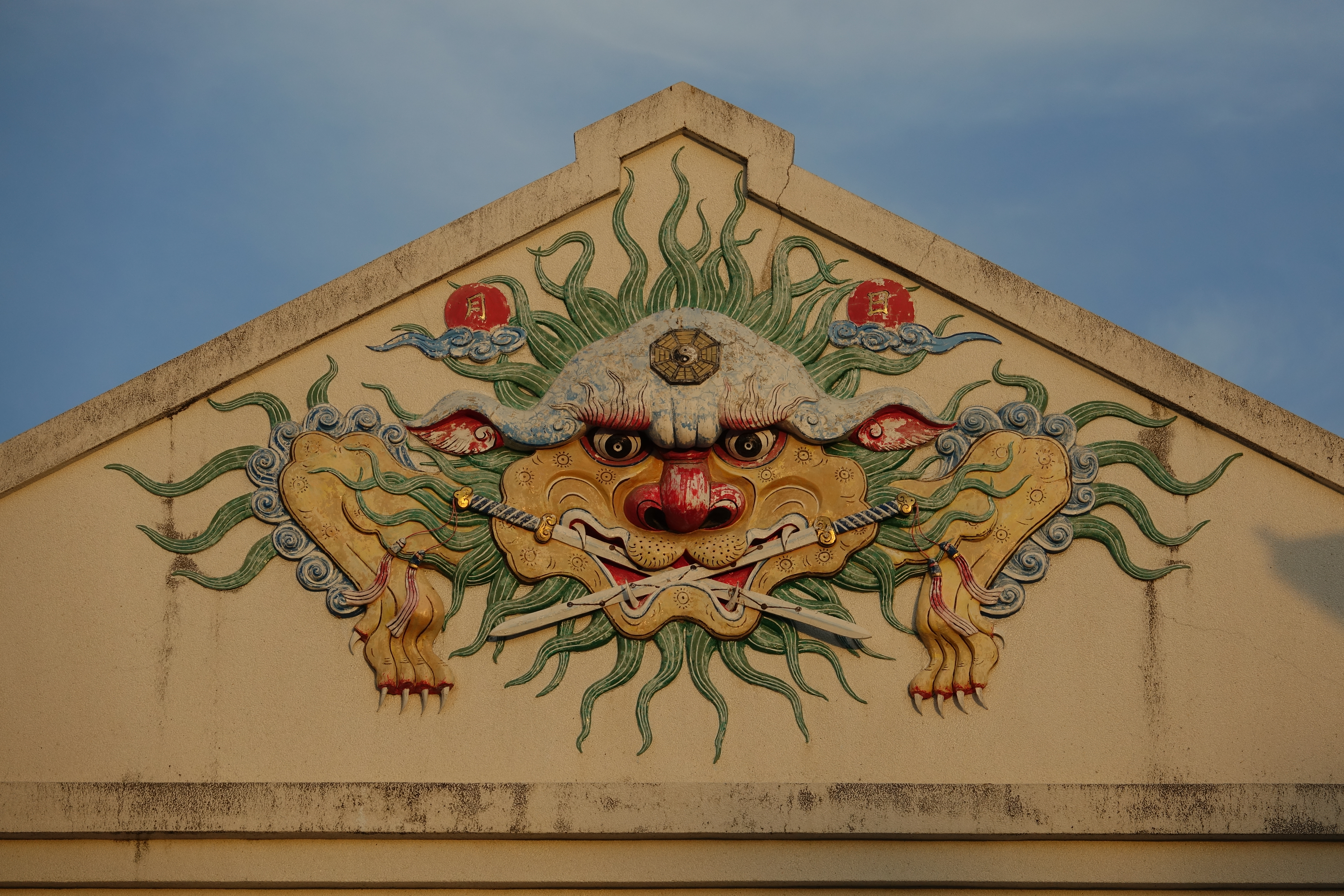
位於安平區中興街90號民宅上的炫彩神獅

獅子傳統為避邪之物，為漢人移民攜入臺灣之信仰；亦有說起自明清時期水軍操練，軍人返家將刀、盾合放在家中，能令宵小卻步，而成為風尚；亦有說是居民為了紀念鄭成功及其軍隊。

## 外部連結
- 安平劍獅看過來的Facebook專頁
- 劍獅典藏 - 安平劍獅埕（页面存档备份，存于）
- 安平劍獅地方文化館
- 安平劍獅埕 - 臺南市政府文化局
- 台南市立安平國中安平劍獅二十二 （页面存档备份，存于）
- 安平劍獅-國立臺灣工藝研究發展中心（页面存档备份，存于）